# Marquinhos (geboren 2003)
Marcus Vinicius Oliveira Alencar (São Paulo, 7 april 2003), voetbalnaam Marquinhos, is een Braziliaans voetballer die in het seizoen 2023/24 door Arsenal FC wordt uitgeleend aan FC Nantes.

## Clubcarrière
Marquinhos maakte op 11 juli 2021 zijn officiële debuut in het eerste elftal van São Paulo FC: in de competitiewedstrijd tegen EC Bahia (1-0-winst) liet trainer Hernán Crespo hem in de 78e minuut invallen. Marquinhos speelde 41 officiële wedstrijden voor São Paulo.
In juni 2022 ondertekende hij een meerjarig contract bij Arsenal FC. Daar kwam hij in zijn eerste (halve) seizoen vooral in actie in Europees verband. In de Europa League-groepsfase kreeg hij zo'n 150 speelminuten, verspreid over basisplaatsen tegen FC Zürich en FK Bodø/Glimt en een invalbeurt tegen FK Bodø/Glimt. In de eerste groepswedstrijd was hij meteen belangrijk: Marquinhos opende de score en zorgde er met een assist voor dat Eddie Nketiah de 1-2-eindstand kon vastleggen. In de Engelse bekercompetities kreeg hij opgeteld zo'n zeventig minuten speeltijd, in de Premier League kwam hij zelfs niet verder dan een invalbeurt in de blessuretijd in de 0-3-zege bij Brentford FC.
Op 31 januari 2023 leende Arsenal hem voor de rest van het seizoen uit aan tweedeklasser Norwich City. Daar speelde hij elf competitiewedstrijden, waarvan slechts drie als invaller. In augustus 2023 leende Arsenal hem opnieuw uit, ditmaal aan de Franse eersteklasser FC Nantes.

## Interlandcarrière
Marquinhos nam in 2019 met Brazilië –17 deel aan het Zuid-Amerikaans kampioenschap voetbal onder 17 in Peru. Ook onder andere Reinier en Diego Rosa maakten deel uit van de Braziliaanse selectie. Marquinhos viel in tijdens de laatste drie groepswedstrijden (tegen Uruguay, Colombia en Argentinië) en kon niet vermijden dat de regerende titelhouder zich niet kon plaatsen voor de finaleronde.
In 2023 nam Marquinhos met Brazilië –20 deel aan het WK onder 20 in Argentinië. Marquinhos kwam in actie in alle drie de groepswedstrijden, alsook in de achtste finale tegen Tunesië (4-1-winst) en de kwartfinale tegen Israël (3-2-verlies na verlengingen). In de 2-0-zege tegen Nigeria in de groepsfase was Marquinhos goed voor een goal en een assist.
1 Lafont ·
2 Duverne ·
3 Cozza ·
4 Pallois ·
5 Chirivella  ·
6 Augusto ·
7 Ganago ·
8 Lepenant ·
10 Kadewere ·
11 Coco ·
17 Gbamin ·
21 Castelletto ·
22 Thomas ·
25 Mollet ·
27 Simon ·
28 Centonze ·
30 Carlgren ·
31 Mohamed ·
39 Abline ·
44 Zézé ·
50 Barbet ·
98 Amian ·
Coach: Kombouaré
· Keeperstrainer: Grondin